# Alexander Korda
Sir Alexander Korda (Pusztatúrpásztó, 16 september 1893 – Londen, 23 januari 1956) was een Hongaars-Brits filmregisseur.

## Levensloop
Alexander Korda werd geboren als Sándor Lászlo Kellner in een Joods-Hongaarse familie. Zijn pseudoniem Korda ontleende hij aan Sursum corda, het Latijnse motto  van zijn school. Voor zijn carrière als regisseur werkte hij eerst een tijdlang als buitenlandcorrespondent in Parijs voor de Hongaarse krant Független Magyarország. Toen hij zijn vaderland in 1919 verliet, had hij al 25 films geregisseerd. Hij werkte daarna in Wenen, Berlijn, Parijs en Hollywood. Het was echter in het Verenigd Koninkrijk dat hij zijn grootste succes kende. In 1932 stichtte Korda de filmmaatschappij London Films. Hij regisseerde er onder meer de films The Private Life of Henry VIII (1933) en Rembrandt (1936). In 1942 werd Korda als eerste filmregisseur in de Britse adelstand verheven. Hij stierf aan een hartaanval in 1956.

## Filmografie
- 1914: Őrház a Kárpátokban
- 1914: A becsapott újságíró
- 1915: Tutyu és Totyó
- 1915: A tiszti kardbojt
- 1915: Lyon Lea
- 1916: Vergődő szívek
- 1916: A nevető Szaszkia
- 1916: A nagymama
- 1916: Mesék az írógépről
- 1916: Mágnás Miska
- 1916: A kétszívű férfi
- 1916: Az egymillió fontos bankó
- 1916: Ciklámen
- 1917: Szent Péter esernyője
- 1917: Harrison és Barrison
- 1917: A gólyakalifa
- 1917: Faun
- 1917: Mária
- 1918: Mary Ann
- 1918: Az aranyember
- 1919: Yamata
- 1919: Se ki, se be
- 1919: Fehér rózsa
- 1919: Ave Caesar!
- 1920: A 111-es
- 1920: Prinz und Bettelknabe
- 1922: Herren der Meere
- 1922: Eine versunkene Welt
- 1922: Samson und Delila
- 1923: Das unbekannte Morgen
- 1924: Jedermanns Weib
- 1924: Tragödie im Hause Habsburg
- 1925: Der Tänzer meiner Frau
- 1926: Madame wünscht keine Kinder
- 1927: Eine Dubarry von heute
- 1927: The Stolen Bride
- 1927: The Private Life of Helen of Troy
- 1928: Yellow Lily
- 1928: Night Watch
- 1929: Love and the Devil
- 1929: The Squall
- 1929: Her Private Life
- 1930: Lilies of the Field
- 1930: Women Everywhere
- 1930: The Princess and the Plumber
- 1931: Rive gauche
- 1931: Marius
- 1931: Die Männer um Lucie
- 1931: Längtan till havet
- 1932: Service for Ladies
- 1932: Zum goldenen Anker
- 1932: Wedding Rehearsal
- 1933: La Dame de chez Maxim's
- 1933: The Private Life of Henry VIII
- 1933: The Girl from Maxim's
- 1934: The Private Life of Don Juan
- 1936: Rembrandt
- 1941: That Hamilton Woman
- 1945: Perfect Strangers
- 1947: An Ideal Husband

- Bibsys: 90108646
- Biblioteca Nacional de España: XX1166747
- Bibliothèque nationale de France: cb11960007h (data)
- Catàleg d'autoritats de noms i títols de Catalunya: 981058522124206706
- CiNii: DA12521135
- Gemeinsame Normdatei: 118565400
- International Standard Name Identifier: 0000 0001 2283 6384
- Library of Congress Control Number: n81142348
- Nationale Bibliotheek van Tsjechië: pna2004259370
- Nationale bibliotheek van Australië: 35599988
- Nationale Bibliotheek van Israël: 987007436711605171
- Nationale Bibliotheek van Polen: a0000002387037
- Nederlandse Thesaurus van Auteursnamen: 072067128
- LIBRIS: 336443
- SNAC: w6g740v9
- Système universitaire de documentation: 027593649
- Trove: 1010106
- Virtual International Authority File: 102339929
- WorldCat: E39PBJr3mqBbPtWMfphFqT7CQq

Őrház a Kárpátokban (1914) · A becsapott újságíró (1914) · Tutyu és Totyó (1915) · A tiszti kardbojt (1915) · Lyon Lea (1915) · Vergődő szívek (1916) · A nevető Szaszkia (1916) · A nagymama (1916) · Mesék az írógépről (1916) · Mágnás Miska (1916) · A kétszívű férfi (1916) · Az egymillió fontos bankó (1916) · Ciklámen (1916) · Szent Péter esernyője (1917) · Harrison és Barrison (1917) · A gólyakalifa (1917) · Faun (1917) · Mária (1917) · Mary Ann (1918) · Az aranyember (1918) · Yamata (1919) · Se ki, se be (1919) · Fehér rózsa (1919) · Ave Caesar! (1919) · A 111-es (1920) · Prinz und Bettelknabe (1920) · Herren der Meere (1922) · Eine versunkene Welt (1922) · Samson und Delila (1922) · Das unbekannte Morgen (1923) · Jedermanns Weib (1924) · Tragödie im Hause Habsburg (1924) · Der Tänzer meiner Frau (1925) · Madame wünscht keine Kinder (1926) · Eine Dubarry von heute (1927) · The Stolen Bride (1927) · The Private Life of Helen of Troy (1927) · Yellow Lily (1928) · Night Watch (1928) · Love and the Devil (1929) · The Squall (1929) · Her Private Life (1929) · Lilies of the Field (1930) · Women Everywhere (1930) · The Princess and the Plumber (1930) · Rive gauche (1931) · Marius (1931) · Die Männer um Lucie (1931) · Längtan till havet (1931) · Service for Ladies (1932) · Zum goldenen Anker (1932) · Wedding Rehearsal (1932) · La Dame de chez Maxim's (1933) · The Private Life of Henry VIII (1933) · The Girl from Maxim's (1933) · The Private Life of Don Juan (1934) · Rembrandt (1936) · That Hamilton Woman (1941) · Perfect Strangers (1945) · An Ideal Husband (1947) ·